# Richmond (Utah)
Richmond je město v okresu Cache County ve státě Utah. K roku 2010 zde žilo 2 470 obyvatel. S celkovou rozlohou 7,6 km² byla hustota zalidnění 268,8 obyvatel na km².